# Березівка (притока Мокрого Ташлика)
Березівка — річка в Україні у Черкаському районі Черкаської області. Ліва притока річки Мокрого Ташлика (басейн Дніпра).

## Опис
Довжина річки приблизно 6,25 км, найкоротша відстань між витоком і гирлом — 5,62  км, коефіцієнт звивистості річки — 1,11 . Формується декількома струмками та загатами.

## Розташування
Бере початок у селі Катеринівка. Тече переважно на південний схід і у селі Телепине впадає у річку Мокрий Ташлик, ліву притоку річки Тясмину.

## Цікаві факти
- На річці існують газгольдер та декілька газових свердловин[3], а у XIX столітті — декілька вітряних млинів[4].